# Малый новокаледонский геккон
Малый новокаледонский геккон (Rhacodactylus chahoua) — вид гекконов из рода Rhacodactylus. Очень редкий вид, до 1988 года известный всего по нескольким экземплярам.

## Описание

### Внешний вид
Длина тела до 14,5 см, хвоста до 10 см. Есть возрастные различия и половой диморфизм в окраске: самки преимущественно зелёные, самцы коричневые.

### Распространение и образ жизни
Обитает в тропических дождевых лесах острова Новая Каледония.

### Питание
Всеяден. На первом месте растительная пища, затем насекомые и мелкие позвоночные. Вероятно, ест также нектар.

### Размножение
Самки откладывают по два яйца в кожистой оболочке размером 28 на 15 мм. Инкубация длится около 80 дней. Возможны повторные кладки через 2—2,5 месяца.

## Малый новокаледонский геккон и человек
Нужно изучение экологии и оценка численности вида, а также разработка мер охраны.